# أحمد السنباطي
أحمد السنباطي (4 أكتوبر 1945 - 25 فبراير 2012) مغني وممثل وعازف مصري.

## حياته ومسيرته
أحمد سمير محمد رياض محمد السنباطي بدأت موهبة الغناء لديه في سن السابعة، بدأ يغني ويردد أغاني أم كلثوم التي اعتبرها والدته الثانية، وكان دائماً عندما تزورهم تنادي عليه وتقبّله، وتطلب منه أن يغني لها. وكانت تقول لي «غني حتى تسلطنني». وكان يغني لها مقاطع من أغانيها مثل «حيّرت قلبي» و«حسيبك للزمن» وغيرهما. ومن هنا اكتشف رياض السنباطي أن صوت ابنه جميل، وطلبت منه أم كلثوم أن يلحقه بمعهد الموسيقى العربية. وفعلاً ألتحق بالمعهد، بالإضافة إلى الكونسرفتوار، وعلمه والده أصول العزف على آلة العود، ودراسة المقامات العربية والشرقية على أصولها وحفظ الأدوار والبشارف والسمعيات القديمة، واستمر هذا نحو 10 سنوات. تخرج أحمد السنباطي من قسم الفيولينة في معهد الكونسرفتوار في عام 1967.
كانت بداياته الفنية في سبتمبرعام 1970، بعد ما توفي الرئيس جمال عبد الناصر، حيث سببت وفاته ازمة نفسية ومعنوية كبيرة جداً له، لانه كشاب كان يعتبره أباً، وليس زعيماً. فسافر للخارج، وكوّن فرقة أطلق من خلالها صيحة شرقية. فكان يغني للفرنسيين والمغتربين والجاليات العربية، أغاني ام كلثوم وألحان رياض السنباطي. وطاف عدداً من البلاد الأوروبية، وعاد إلى مصر عام 1973، وبدأ يغني وتفجرت لديه موهبة التلحين. قابل الشاعر مصطفى الضمراني الذي كتب له أغنية «عجيبة» وهي الأولى الخاصة به. وعندما استمع والده إلى لحن الأغنية صفق له من قلبه، وقال له «أرجو أن يفهمه المستمعون لأن هذا اللحن سابق عصره».
مثّل في بعض الأفلام مثل البنات لازم تتجوز (فيلم)، أنا والعذراء والجدي.
تعامل مع كبار المطربين أمثال فايزة أحمد ووردة الجزائرية ولطيفة وله مئات الألحان الغنائية، فضلا عن الأغاني التي قدمها بصوته، وشارك في بعض الأعمال السينمائية والمسرحية.
من أشهر أغانيه: لو كان بينا بلاد يلا يا دنيا نحب الحب مين في الجمال قدك اشواق بشوفك ياربي في عز الحب رحلة العيون.
توقف عن الغناء لفترة واهتم بتقديم تراث والده الملحن رياض السنباطي، ثم عاد للغناء مرة أخرى.

## حياته الخاصة
تزوّج من فريال نعامي ابنة الفنانة الراحلة فايزة أحمد، وله منها ولد وبنت وهما فايزة ورياض.

## وفاته
توفي في 25 فبراير 2012 بعد صراع مع المرض استمر لـ 3 سنوات عن عمر ناهز 67 عامًا.

## وصلات خارجية
- أحمد السنباطي على موقع IMDb (الإنجليزية)
- أحمد السنباطي على موقع قاعدة بيانات الأفلام العربية